# Carlos Ferrari
Carlos Ricardo Ferrari Sarracino (Buenos Aires, 29 de julio de 1931-8 de mayo de 2025) fue un dramaturgo argentino radicado en Puerto Rico.
Realizó varias giras por el interior de Argentina y obtuvo el premio de la Caja Nacional de Ahorro Postal, por una obra didáctica. Escribió libretos para radio y televisión y creó varias compañías de teatro. Alcanzó su mayor éxito en Puerto Rico, donde es considerado una figura fundamental del teatro boricua.

## Biografía
En la década del 40 siendo joven estudió actuación en el Instituto de Arte Moderno de Buenos Aires.
En 1960 viajó a la ciudad de New York y estudia dirección para radio y televisión en RCA. A fines de la década del 60, el destino lo trajo a Puerto Rico; impresionado por su gente y sus hermosos paisajes, establece su residencia en la Isla. Una vez en Puerto Rico; tiene la oportunidad de dirigir la compañía Teatro del Sesenta, con la cual colaboró durante varios años, presentando en escena obras como: “Hip Hip Ufa”, “La Mandrágora”, “La Cocina” y “Marat-Sade”.
En 1977 Carlos Ferrari, fundó Nuestro Teatro. Es aquí donde sus producciones alcanzan un alto promedio de presentaciones. Obras como "El insólito caso de Mis Piña Colada”, “Como Chava Chendo”, "La nena se casa”, “¡En’dito, tan bueno que era!”, y “Con el agua hasta el cuello”, batieron todos los récord de taquillas y funciones consecutivas en Puerto Rico. Nuestro Teatro, es tal vez el único teatro del mundo que durante 14 años, sin interrupción se mantuvo con un repertorio de obras exclusivas de un solo autor, en este caso Ferrari, quien también compuso la música y las canciones de sus espectáculos.
Como dramaturgo, en 1979 estreno la obra “!Puerto Rico Fua!” que logró convertirse en un acontecimiento teatral, no solo en Puerto Rico, sino también en Venezuela y Francia. En ese mismo año escribió “Los Titingos de Juan Bobo” y “El Otro Agueybana”. Más adelante creó las obras: “Amor en el Caserío”, “1898 El Último Año de la Desgracia Colonial y el Primero de los Mismos”.
Varios críticos y expertos teatrales afirman que el éxito de Ferrari se debe al público que acude al teatro a verse, asombrarse y reírse de sí mismo, al identificarse con la idiosincrasia de sus obras.
Carlos Ferrari sigue escribiendo, y reponiendo con éxito tanto en Puerto Rico como en Santo Domingo República Dominicana, Miami y New York. En este momento sus obras llegan al medio centenar, entre las más recientes se destacan: “Aquel Contraya’o día que no tuvimos Televisión”, “Las Mujeres Son Así y los Hombres son Asao”, “Un Mime en la Leche”, “Un Ángel Salió del Closet”, “Festival del Chillo”, también y sin estrenar: “Chija, chija”, “Seis Marido para Marie” entre otras. Además ha incursionado en el teatro juvenil con notable éxito con dos obras: “La Cigüeña va a la Escuela” y “Bailando al Son del Corrillo” obras en las que Ferrari, logra plasmar de manera certera los conflictos sicológicos y sociales que enfrentan nuestros adolescentes.
Ferrari ha recibido numerosos premios y reconocimientos por su aporte al teatro puertorriqueño, entre ellos los del Círculo de Críticos de Teatro de Puerto Rico, la Asociación Puertorriqueña de la UNESCO, la Cámara de Representantes y otras entidades públicas y privadas. Sin lugar a dudas, el premio más importante de Ferrari, ha sido el aplauso por más de 40 años del pueblo de Puerto Rico.